# جمعية المصاعد الأوروبية
جمعية المصاعد الأوروبية European Lift Association (ELA) هي جمعية تجارية مقرها بلجيكا وتمثل جمعيات المصاعد والسلالم المتحركة والمشي المتحرك التابعة للاتحاد الأوروبي ومنطقة التجارة الحرة الأوروبية (EFTA). 

## الروابط الخارجية
- الموقع الرسمي